# Ribeira de São João
Ribeira de São João ist ein Ort und eine ehemalige Gemeinde (Freguesia) im portugiesischen Kreis Rio Maior. Die Gemeinde hatte 495 Einwohner (Stand 30. Juni 2011).
Am 29. September 2013 wurden die Gemeinden Ribeira de São João und São João da Ribeira zur neuen Gemeinde União das Freguesias de São João da Ribeira e Ribeira de São João zusammengeschlossen.